# Mario & Wario
Mario & Wario (マリオとワリオ?, Mario to Wario) è un videogioco rompicapo sviluppato da Game Freak e pubblicato nel 1993 da Nintendo per Super Famicom. È uno dei titoli compatibili con il mouse per SNES.
Sebbene sia interamente in inglese, il videogioco è stato distribuito solamente in Giappone, nonostante fosse stato pubblicizzato all'interno della rivista statunitense Nintendo Power, oltre che in Canada.

## Trama
Wario ha coperto la testa di Mario con diversi oggetti che ne ostruiscono la visuale (tra cui secchi, vasi o cestini). Con l'aiuto di Wanda, Mario deve attraversare scenari pieni di pericoli per raggiungere il fratello Luigi che lo aiuterà a liberarsi.

## Modalità di gioco

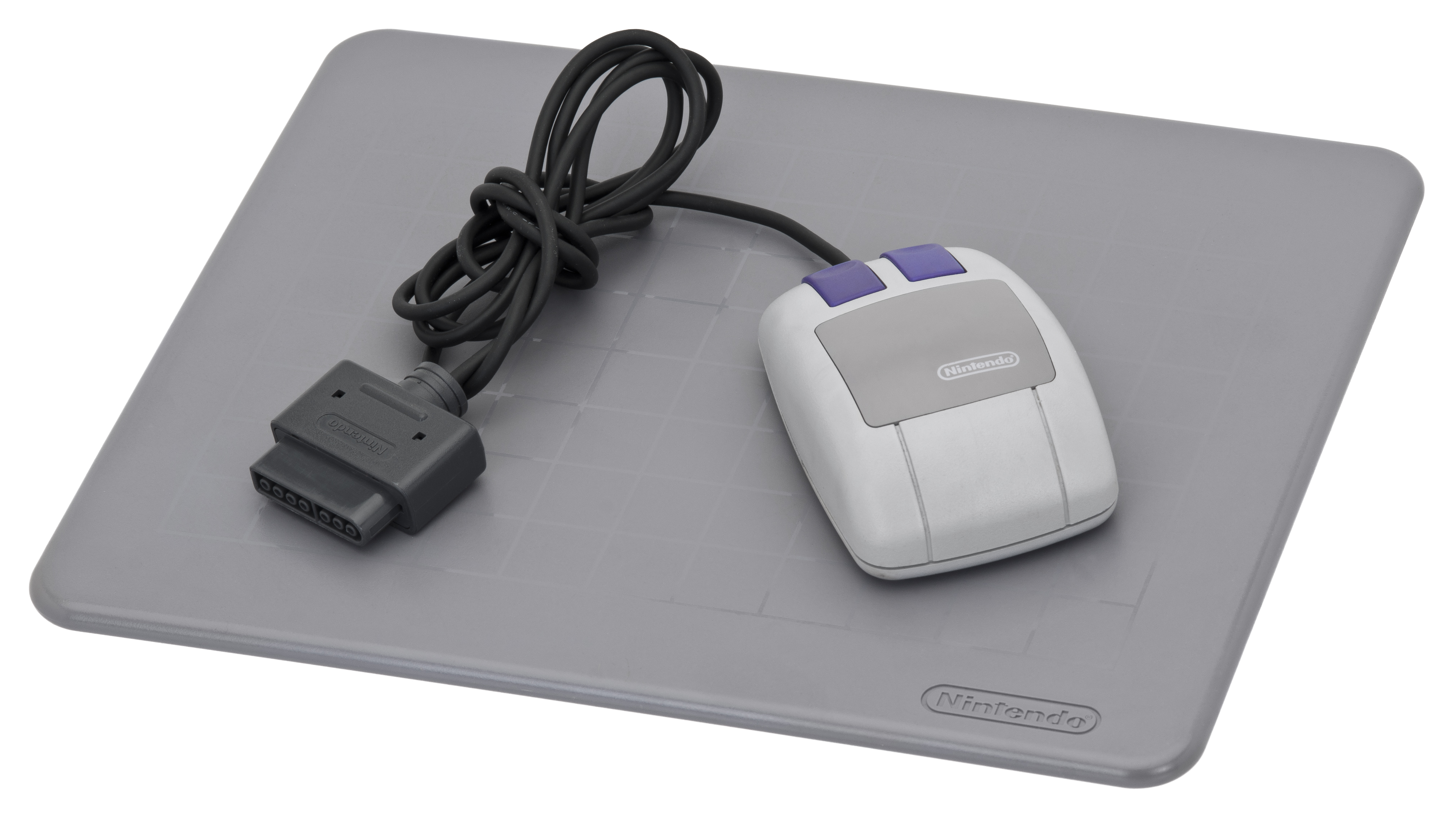
Mouse per SNES

In Mario & Wario si controlla la fata Wanda utilizzando il mouse per SNES. Tramite il click del mouse Wanda può controllare differenti oggetti presenti nell'ambiente del gioco, incluso Mario. Ogni dieci livelli è previsto uno scontro tra Wanda e Wario, quest'ultimo a bordo di un aeroplano.
Il gioco prevede tre personaggi giocanti: Mario, la Principessa Peach e Yoshi. I tre personaggi differiscono per velocità, rendendo il gioco progressivamente più difficile.

## Sviluppo
Il videogioco è ideato da Satoshi Tajiri di Game Freak, l'azienda sviluppatrice della serie Pokémon. La musica è affidata a Junichi Masuda.
Il personaggio di Wanda comparirà nuovamente nel videogioco Wario's Woods e nel manga Super Mario-kun. Mario & Wario è citato nei videogiochi Pokémon Rosso e Blu e Pokémon Giallo.